# Velimir Zajec
Velimir Zajec (* 12. Oktober 1956 in Zagreb, SFR Jugoslawien) ist ein ehemaliger jugoslawischer Fußballspieler und kroatischer -trainer, der seit 10. März 2024 Präsident von Dinamo Zagreb ist.

## Spielerkarriere
Velimir Zajec begann seine Profikarriere 1974 im Alter von 18 Jahren bei Dinamo Zagreb. Mit Dinamo gewann Zajec neben der Jugoslawischen Meisterschaft 1982, die erste für den Verein nach 24 Jahren, auch zweimal den Pokal (1980, 1983) sowie 1977 den Balkanpokal. 1984 wechselte Zajec zum griechischen Traditionsverein Panathinaikos Athen. Dieser Transfer sorgte dabei für großes Aufsehen zumal Zajec zu diesem Zeitpunkt zum Kapitän der Jugoslawischen Fußballnationalmannschaft aufgestiegen war und europäische Spitzenvereine aus Spanien und Italien an einer Verpflichtung des Liberos interessiert waren. Bei Panathinaikos gewann Zajec eine Griechische Meisterschaft (1986) sowie zweimal den Pokal (1986, 1988), kam auf über 100 Erstligaeinsätze und beendete schließlich 1988 seine aktive Laufbahn als Spieler.
Mit der Jugoslawischen Nationalmannschaft nahm Velimir Zajec an der Weltmeisterschaft 1982 in Spanien sowie an der Europameisterschaft 1984 in Frankreich teil und kam auf insgesamt 40 Einsätze.

## Trainer- und Funktionärskarriere
Nach seiner Spielerkarriere übernahm Zajec bei seinem früheren Verein Dinamo Zagreb von 1989 bis 1991 den Posten des Sportdirektors. Nach einem Wechsel zu Panathinaikos wurde Zajec die Leitung der Jugendakademie übertragen. In der Saison 1996/1997 übernahm er in Athen zuerst das Traineramt um schließlich, nach einer kurzen Rückkehr als Trainer zu Dinamo, ab 2002 als Sportdirektor des Vereins zu agieren. 2004 wechselte er zum englischen Erstligisten FC Portsmouth, wo er bis zum 10. Oktober 2005 blieb.
Im Juli 2010 kehrte er als Trainer zu Dinamo Zagreb zurück. Nach dem Scheitern in der Qualifikation zur UEFA Champions League 2010/11 gegen Sheriff Tiraspol wurde er wieder entlassen.
Ab Sommer 2011 war er als Nachfolger von Tomislav Ivković für rund vier Monate Sportdirektor des NK Karlovac.

## Präsidentschaft bei Dinamo Zagreb
Am 8. Februar 2024 wurde Zajec zum Inhaber der Wahlliste „Dinamovo proljeće“ und damit zum Kandidaten für das Präsidentenamt von Dinamo Zagreb. Bei der anschließenden Präsidentschaftswahl im März 2024 stimmten von 52 anwesenden Mitgliedern der Klubversammlung 31 für Zajec und 19 für den bisherigen Präsidenten Mirko Barišić, zwei enthielten sich der Stimme. Rund zwei Monate nach seiner Wahl gewann er mit dem kroatischen Hauptstadtklub die 1. HNL 2023/24 und wurde zudem Pokalsieger 2023/24. In der nachfolgenden Saison musste er sich mit Dinamo trotz Punktegleichheit knapp dem HNK Rijeka geschlagen geben, der das für die Platzierung entscheidende direkte Duell für sich entscheiden konnte. Im Cup 2024/25 schied der Klub bereits im Viertelfinale gegen den NK Osijek aus.

## Titel

### Als Spieler
- Jugoslawischer Meister: 1981/82
- Griechischer Meister: 1985/86
- Jugoslawischer Pokalsieger: 1979/80 und 1982/83
- Griechischer Pokalsieger: 1985/86 und 1987/88
- Balkanpokalsieger: 1977

### Als Präsident
- Kroatischer Meister: 2023/24
- Kroatischer Vizemeister: 2024/25
- Kroatischer Pokalsieger: 2023/24